# Elaeocarpus bojeri
Espèce
Statut de conservation UICN

 CR D : 
En danger critique
Classification phylogénétique
Elaeocarpus bojeri est une espèce de plantes du genre Elaeocarpus, de la famille de Elaeocarpaceae endémique de l'île Maurice dans les Mascareignes. En voie d'extinction, elle fait partie de la liste des 100 espèces les plus menacées au monde établie par l'UICN en 2012.